# Hemicordulia mumfordi
Hemicordulia mumfordi är en trollsländeart som beskrevs av James George Needham 1933. Hemicordulia mumfordi ingår i släktet Hemicordulia och familjen skimmertrollsländor. IUCN kategoriserar arten globalt som otillräckligt studerad. Inga underarter finns listade i Catalogue of Life.